# Ghammas
Ghammas (arab. غماس) – miasto w Iraku, w muhafazie Al-Kadisijja. W 2009 roku liczyło 28 532 mieszkańców.